# Municipio de Linton (Indiana)
El municipio de Linton (en inglés: Linton Township) es un municipio ubicado en el condado de Vigo en el estado estadounidense de Indiana. En el año 2010 tenía una población de 1323 habitantes y una densidad poblacional de 14,42 personas por km².

## Geografía
El municipio de Linton se encuentra ubicado en las coordenadas 39°18′23″N 87°24′42″O / 39.30639, -87.41167. Según la Oficina del Censo de los Estados Unidos, el municipio tiene una superficie total de 91.75 km², de la cual 90,57 km² corresponden a tierra firme y (1,29 %) 1,19 km² es agua.

## Demografía
Según el censo de 2010, había 1323 personas residiendo en el municipio de Linton. La densidad de población era de 14,42 hab./km². De los 1323 habitantes, el municipio de Linton estaba compuesto por el 96,45 % blancos, el 0,38 % eran afroamericanos, el 0,38 % eran amerindios, el 0,83 % eran asiáticos, el 0,91 % eran de otras razas y el 1,06 % eran de una mezcla de razas. Del total de la población el 1,81 % eran hispanos o latinos de cualquier raza.